# Fenomenalismo

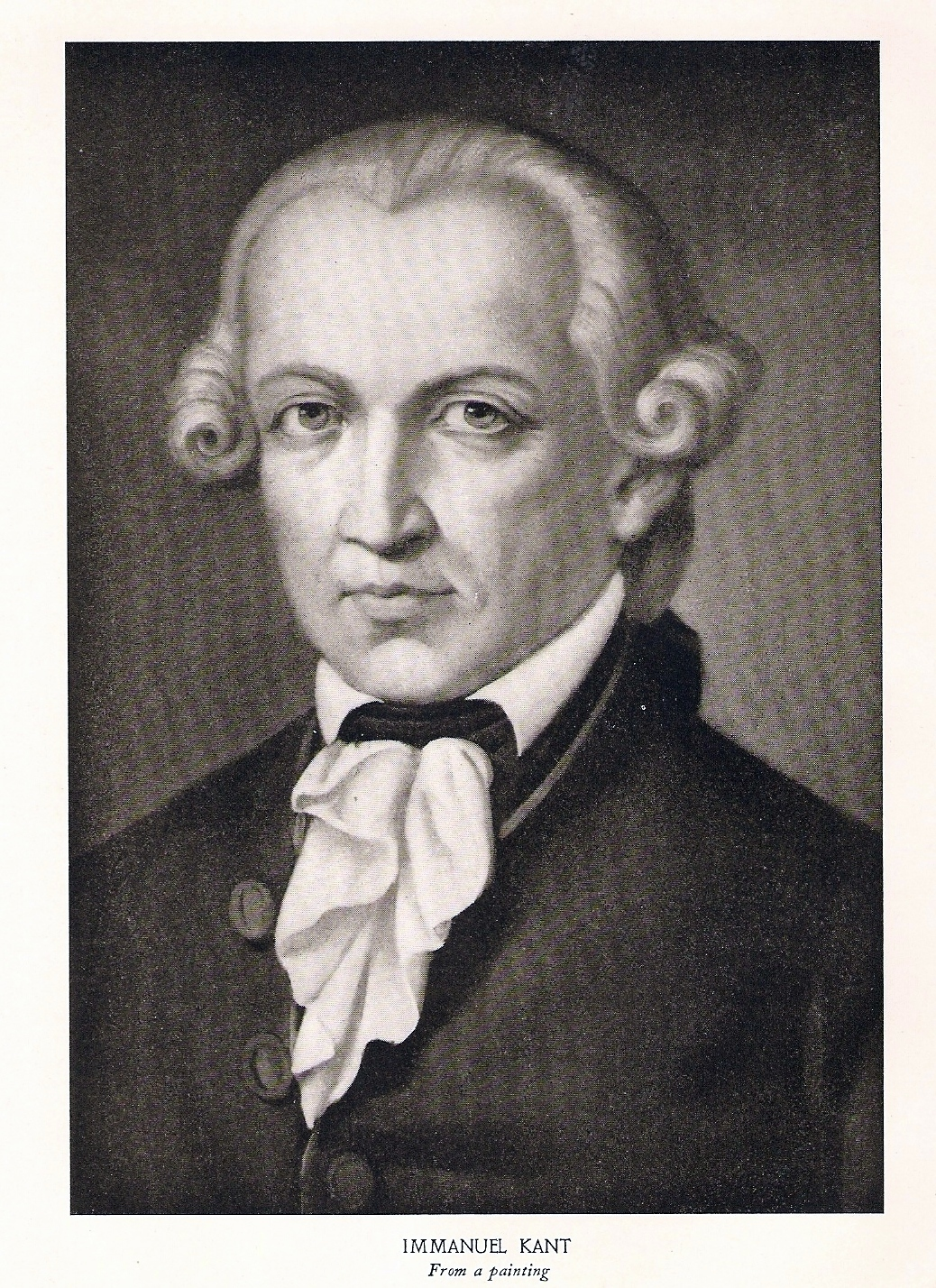
Immanuel Kant, máximo exponente del fenomenalismo.

El fenomenalismo o fenomenismo es una corriente filosófica que sostiene que no es posible el conocimiento de ninguna cosa en sí, sino que sólo es posible conocer el fenómeno, que corresponde al objeto tal como lo percibe el sujeto de acuerdo a su sistema cognoscitivo, es decir, que las personas solo podemos conocer los fenómenos tal y como se nos aparecen; no como son realmente. Esta postura, sin embargo, sí mantiene que existan las cosas reales.

## Origen
El fenomenalismo surge como combinación de racionalismo cartesiano y el empirismo humeano. El fenomenalismo vendría a resolver los problemas relativos al origen del conocimiento en estas dos corrientes.
Racionalismo: Plantea que el origen del conocimiento está en la razón, la cual es considerada como la fuente principal de éste.
Empirismo: Considera que el origen está en los hechos concretos, surgiendo de la experiencia y de la experimentación, una posición cuyo origen se encuentra fundamentalmente en las ciencias naturales.
El fenomenalismo es una combinación de estos dos, partiendo de la base que tanto la razón como los fenómenos empíricos sirven de manera ecuánime para obtener conocimiento.

## Características
Esencialmente, se puede reducir a tres proposiciones básicas:
1. No podemos conocer las cosas en sí mismas.
2. El conocimiento está limitado al mundo fenoménico.
3. Este mundo fenoménico aparece en nuestra conciencia y es ordenado y elaborado por la sensibilidad, la razón y el entendimiento.